# Elezioni amministrative in Italia del 2004
Le elezioni amministrative in Italia del 2004 si sono tenute il 12 e 13 giugno (primo turno) e il 26 e 27 giugno (secondo turno).

## Elezioni comunali

### Piemonte

#### Biella
| Candidati                                    | Candidati                                   | Voti                        | %     | Liste                                | Voti   | %     | Seggi |
| -------------------------------------------- | ------------------------------------------- | --------------------------- | ----- | ------------------------------------ | ------ | ----- | ----- |
|                                              | Gabriele Mello Rella Accede al ballottaggio | 13.237                      | 47,39 | Forza Italia                         | 7.087  | 28,29 | 9     |
| Alleanza Nazionale                           | Gabriele Mello Rella Accede al ballottaggio | 13.237                      | 47,39 | 2.173                                | 8,67   | 3     |       |
| Lista Mello                                  | Gabriele Mello Rella Accede al ballottaggio | 13.237                      | 47,39 | 1.344                                | 5,36   | 1     |       |
| Unione dei Democratici Cristiani e di Centro | Gabriele Mello Rella Accede al ballottaggio | 13.237                      | 47,39 | 600                                  | 2,39   | -     |       |
| Biella al Centro                             | Gabriele Mello Rella Accede al ballottaggio | 13.237                      | 47,39 | 435                                  | 1,74   | -     |       |
| Lista Pella                                  | Gabriele Mello Rella Accede al ballottaggio | 13.237                      | 47,39 | 400                                  | 1,60   | -     |       |
| Seggio al candidato sindaco                  | Seggio al candidato sindaco                 | Seggio al candidato sindaco | 47,39 | 1                                    |        |       |       |
|                                              | Vittorio Barazzotto Accede al ballottaggio  | 10.988                      | 39,34 | La Margherita                        | 5.271  | 21,04 | 14    |
| Democratici di Sinistra                      | Vittorio Barazzotto Accede al ballottaggio  | 10.988                      | 39,34 | 3.737                                | 14,92  | 9     |       |
| Partito dei Comunisti Italiani               | Vittorio Barazzotto Accede al ballottaggio  | 10.988                      | 39,34 | 387                                  | 1,54   | 1     |       |
| Socialisti Democratici Italiani              | Vittorio Barazzotto Accede al ballottaggio  | 10.988                      | 39,34 | 196                                  | 0,78   | -     |       |
|                                              | Silvano Rey                                 | 1.480                       | 5,30  | Lega Nord                            | 1.402  | 5,60  | 1     |
|                                              | Antonio Filoni                              | 1.405                       | 5,03  | Partito della Rifondazione Comunista | 1.251  | 4,99  | 1     |
|                                              | Simone Ferrari                              | 336                         | 1,20  | Movimento Indipendente Biellese      | 307    | 1,23  | -     |
|                                              | Eliseo Ferrari                              | 287                         | 1,03  | Lista Buonanno Controcorrente        | 274    | 1,09  | -     |
|                                              | Danilo Banino                               | 201                         | 0,72  | Fiamma Tricolore                     | 190    | 0,76  | -     |
| Totale                                       | Totale                                      | 27.934                      | 100   |                                      | 25.054 | 100   | 40    |

Ballottaggio
| Candidati | Candidati                      | Voti   | %      |
| --------- | ------------------------------ | ------ | ------ |
|           | Vittorio Barazzotto ✔️ Sindaco | 12.225 | 50,55  |
|           | Gabriele Mello Rella           | 11.960 | 49,45  |
| Totale    | Totale                         | 24.185 | 100,00 |

#### Verbania
| Candidati                                    | Candidati                   | Voti                        | %     | Liste                   | Voti   | %     | Seggi |
| -------------------------------------------- | --------------------------- | --------------------------- | ----- | ----------------------- | ------ | ----- | ----- |
|                                              | Claudio Zanotti ✔️ Sindaco  | 9.463                       | 51,07 | Democratici di Sinistra | 3.211  | 19,12 | 10    |
| La Margherita                                | Claudio Zanotti ✔️ Sindaco  | 9.463                       | 51,07 | 1.530                   | 9,11   | 5     |       |
| SDI - Riformisti per Verbania                | Claudio Zanotti ✔️ Sindaco  | 9.463                       | 51,07 | 1.123                   | 6,69   | 3     |       |
| Verbania Insieme                             | Claudio Zanotti ✔️ Sindaco  | 9.463                       | 51,07 | 897                     | 5,34   | 2     |       |
| Partito della Rifondazione Comunista         | Claudio Zanotti ✔️ Sindaco  | 9.463                       | 51,07 | 748                     | 4,45   | 2     |       |
| Partito dei Comunisti Italiani               | Claudio Zanotti ✔️ Sindaco  | 9.463                       | 51,07 | 470                     | 2,80   | 1     |       |
| Federazione dei Verdi                        | Claudio Zanotti ✔️ Sindaco  | 9.463                       | 51,07 | 387                     | 2,30   | 1     |       |
| Italia dei Valori                            | Claudio Zanotti ✔️ Sindaco  | 9.463                       | 51,07 | 216                     | 1,29   | -     |       |
|                                              | Alberto Zacchera            | 7.267                       | 39,22 | Forza Italia            | 3.114  | 18,54 | 7     |
| Alleanza Nazionale                           | Alberto Zacchera            | 7.267                       | 39,22 | 1.898                   | 11,30  | 5     |       |
| Indipendenti per Verbania                    | Alberto Zacchera            | 7.267                       | 39,22 | 1.203                   | 7,16   | 2     |       |
| Nuovo PSI                                    | Alberto Zacchera            | 7.267                       | 39,22 | 243                     | 1,45   | -     |       |
| Unione dei Democratici Cristiani e di Centro | Alberto Zacchera            | 7.267                       | 39,22 | 117                     | 0,70   | -     |       |
| Seggio al candidato sindaco                  | Seggio al candidato sindaco | Seggio al candidato sindaco | 39,22 | 1                       |        |       |       |
|                                              | Roberto De Magistris        | 750                         | 4,05  | Lega Nord               | 719    | 4,28  | 1     |
|                                              | Giorgio Tigano              | 556                         | 3,00  | Fiamma Tricolore        | 476    | 2,83  | -     |
|                                              | Piero Tamboloni             | 285                         | 1,54  | Voglia di Vivere        | 255    | 1,52  | -     |
|                                              | Claudia Casalini            | 134                         | 0,72  | Centro                  | 121    | 0,72  | -     |
|                                              | Leonardo Fioravanti         | 75                          | 0,40  | La Nuova Verbania       | 64     | 0,38  | -     |
| Totale                                       | Totale                      | 18.530                      | 100   |                         | 16.792 | 100   | 40    |

#### Vercelli
| Candidati                                    | Candidati                             | Voti                        | %     | Liste                   | Voti   | %     | Seggi |
| -------------------------------------------- | ------------------------------------- | --------------------------- | ----- | ----------------------- | ------ | ----- | ----- |
|                                              | Andrea Corsaro Accede al ballottaggio | 12.060                      | 41,55 | Forza Italia            | 8.303  | 33,30 | 19    |
| Alleanza Nazionale                           | Andrea Corsaro Accede al ballottaggio | 12.060                      | 41,55 | 1.726                   | 6,92   | 3     |       |
| Unione dei Democratici Cristiani e di Centro | Andrea Corsaro Accede al ballottaggio | 12.060                      | 41,55 | 829                     | 3,32   | 1     |       |
| Nuovo PSI                                    | Andrea Corsaro Accede al ballottaggio | 12.060                      | 41,55 | 550                     | 2,21   | 1     |       |
|                                              | Mariapia Massa Accede al ballottaggio | 9.388                       | 32,35 | Democratici di Sinistra | 2.871  | 11,51 | 4     |
| Partito della Rifondazione Comunista         | Mariapia Massa Accede al ballottaggio | 9.388                       | 32,35 | 1.723                   | 6,91   | 2     |       |
| Vercelli 2009                                | Mariapia Massa Accede al ballottaggio | 9.388                       | 32,35 | 1.392                   | 5,58   | 2     |       |
| Federazione dei Verdi                        | Mariapia Massa Accede al ballottaggio | 9.388                       | 32,35 | 1.159                   | 4,65   | 1     |       |
| Partito dei Comunisti Italiani               | Mariapia Massa Accede al ballottaggio | 9.388                       | 32,35 | 267                     | 1,07   | -     |       |
| Italia dei Valori                            | Mariapia Massa Accede al ballottaggio | 9.388                       | 32,35 | 247                     | 0,99   | -     |       |
| Unione Civica Riformatori                    | Mariapia Massa Accede al ballottaggio | 9.388                       | 32,35 | 137                     | 0,55   | -     |       |
| Seggio al candidato sindaco                  | Seggio al candidato sindaco           | Seggio al candidato sindaco | 32,35 | 1                       |        |       |       |
|                                              | Gianni Mentigazzi                     | 4.053                       | 13,96 | La Margherita           | 1.416  | 5,68  | 1     |
| Socialisti Democratici Italiani              | Gianni Mentigazzi                     | 4.053                       | 13,96 | 892                     | 3,58   | 1     |       |
| Unità Progressista                           | Gianni Mentigazzi                     | 4.053                       | 13,96 | 485                     | 1,95   | -     |       |
| Alleanza Popolare - UDEUR                    | Gianni Mentigazzi                     | 4.053                       | 13,96 | 248                     | 0,99   | -     |       |
| Seggio al candidato sindaco                  | Seggio al candidato sindaco           | Seggio al candidato sindaco | 13,96 | 1                       |        |       |       |
|                                              | Francesco Borasio                     | 3.174                       | 10,94 | Lega Nord               | 1.092  | 4,38  | 1     |
| Borasio 2009 ed Oltre                        | Francesco Borasio                     | 3.174                       | 10,94 | 1.011                   | 4,05   | 1     |       |
| Il Futuro per Vercelli                       | Francesco Borasio                     | 3.174                       | 10,94 | 304                     | 1,22   | -     |       |
| Seggio al candidato sindaco                  | Seggio al candidato sindaco           | Seggio al candidato sindaco | 10,94 | 1                       |        |       |       |
|                                              | Massimo Bosso                         | 348                         | 1,20  | Fiamma Tricolore        | 282    | 1,13  | -     |
| Totale                                       | Totale                                | 29.023                      | 100   |                         | 24.934 | 100   | 40    |

Ballottaggio
| Candidati | Candidati                 | Voti   | %      |
| --------- | ------------------------- | ------ | ------ |
|           | Andrea Corsaro ✔️ Sindaco | 13.421 | 53,29  |
|           | Mariapia Massa            | 11.765 | 46,71  |
| Totale    | Totale                    | 25.186 | 100,00 |

### Lombardia

#### Bergamo
| Candidati                                    | Candidati                               | Voti                        | %     | Liste                         | Voti   | %     | Seggi |
| -------------------------------------------- | --------------------------------------- | --------------------------- | ----- | ----------------------------- | ------ | ----- | ----- |
|                                              | Roberto Bruni Accede al ballottaggio    | 31.325                      | 45,65 | Lista Bruni                   | 8.218  | 13,48 | 8     |
| Democratici di Sinistra                      | Roberto Bruni Accede al ballottaggio    | 31.325                      | 45,65 | 7.481                         | 12,28  | 7     |       |
| La Margherita                                | Roberto Bruni Accede al ballottaggio    | 31.325                      | 45,65 | 4.798                         | 7,87   | 4     |       |
| Partito della Rifondazione Comunista         | Roberto Bruni Accede al ballottaggio    | 31.325                      | 45,65 | 2.539                         | 4,17   | 2     |       |
| L'Aratro                                     | Roberto Bruni Accede al ballottaggio    | 31.325                      | 45,65 | 1.738                         | 2,85   | 1     |       |
| Italia dei Valori                            | Roberto Bruni Accede al ballottaggio    | 31.325                      | 45,65 | 1.125                         | 1,85   | 1     |       |
| Federazione dei Verdi                        | Roberto Bruni Accede al ballottaggio    | 31.325                      | 45,65 | 1.123                         | 1,84   | 1     |       |
| Partito dei Comunisti Italiani               | Roberto Bruni Accede al ballottaggio    | 31.325                      | 45,65 | 408                           | 0,67   | -     |       |
|                                              | Cesare Veneziani Accede al ballottaggio | 27.085                      | 39,47 | Forza Italia                  | 13.936 | 22,87 | 7     |
| Alleanza Nazionale                           | Cesare Veneziani Accede al ballottaggio | 27.085                      | 39,47 | 4.386                         | 7,20   | 2     |       |
| Lista Veneziani                              | Cesare Veneziani Accede al ballottaggio | 27.085                      | 39,47 | 3.640                         | 5,97   | 1     |       |
| Unione dei Democratici Cristiani e di Centro | Cesare Veneziani Accede al ballottaggio | 27.085                      | 39,47 | 1.905                         | 3,13   | 1     |       |
| Seggio al candidato sindaco                  | Seggio al candidato sindaco             | Seggio al candidato sindaco | 39,47 | 1                             |        |       |       |
|                                              | Luciana Frosio Roncalli                 | 7.847                       | 11,44 | Lega Nord (A)                 | 7.472  | 12,26 | 4     |
|                                              | Antonello Mura                          | 475                         | 0,69  | Alternativa Sociale           | 444    | 0,73  | -     |
|                                              | Franco Colacello                        | 443                         | 0,65  | La Città Aperta               | 266    | 0,44  | -     |
| Partito Democratico Cristiano                | Franco Colacello                        | 443                         | 0,65  | 127                           | 0,21   | -     |       |
|                                              | Flavio Carlo Ferrario                   | 329                         | 0,48  | No Euro                       | 196    | 0,32  | -     |
| Lombardia Nazione                            | Flavio Carlo Ferrario                   | 329                         | 0,48  | 90                            | 0,15   | -     |       |
| Fronte Cristiano                             | Flavio Carlo Ferrario                   | 329                         | 0,48  | 20                            | 0,03   | -     |       |
|                                              | Orio Zaffanella                         | 311                         | 0,45  | Salvi Zaffanella              | 278    | 0,46  | -     |
|                                              | Umberto Albini                          | 273                         | 0,40  | Bergamo per Bergamo           | 238    | 0,39  | -     |
|                                              | Gianmario Macconi                       | 226                         | 0,33  | Movimento Idea Sociale        | 210    | 0,34  | -     |
|                                              | Fabrizio Fassi                          | 162                         | 0,24  | Lista civica I Borghi - GPR   | 170    | 0,28  | -     |
|                                              | Antonfabio Bari                         | 141                         | 0,21  | Alleanza Popolare - UDEUR (B) | 136    | 0,22  | -     |
| Totale                                       | Totale                                  | 68.617                      | 100   |                               | 60.944 | 100   | 40    |

- La lista contrassegnata con la lettera A è apparentata al secondo turno con il candidato sindaco Cesare Veneziani.

- La lista contrassegnata con la lettera B è apparentata al secondo turno con il candidato sindaco Roberto Bruni.

Ballottaggio
| Candidati | Candidati                | Voti   | %      |
| --------- | ------------------------ | ------ | ------ |
|           | Roberto Bruni ✔️ Sindaco | 30.809 | 53,91  |
|           | Cesare Veneziani         | 26.335 | 46,09  |
| Totale    | Totale                   | 57.144 | 100,00 |

#### Cremona
| Candidati                                    | Candidati                    | Voti                        | %     | Liste                                     | Voti   | %     | Seggi |
| -------------------------------------------- | ---------------------------- | --------------------------- | ----- | ----------------------------------------- | ------ | ----- | ----- |
|                                              | Gian Carlo Corada ✔️ Sindaco | 25.246                      | 56,62 | Democratici di Sinistra                   | 10.726 | 27,10 | 13    |
| La Margherita                                | Gian Carlo Corada ✔️ Sindaco | 25.246                      | 56,62 | 4.452                                     | 11,25  | 5     |       |
| Partito della Rifondazione Comunista         | Gian Carlo Corada ✔️ Sindaco | 25.246                      | 56,62 | 2.440                                     | 6,17   | 3     |       |
| Cattolici Democratici Socialisti             | Gian Carlo Corada ✔️ Sindaco | 25.246                      | 56,62 | 1.168                                     | 2,95   | 1     |       |
| Federazione dei Verdi                        | Gian Carlo Corada ✔️ Sindaco | 25.246                      | 56,62 | 963                                       | 2,43   | 1     |       |
| Partito dei Comunisti Italiani               | Gian Carlo Corada ✔️ Sindaco | 25.246                      | 56,62 | 921                                       | 2,33   | 1     |       |
| Socialisti Democratici Italiani              | Gian Carlo Corada ✔️ Sindaco | 25.246                      | 56,62 | 758                                       | 1,92   | -     |       |
| Italia dei Valori                            | Gian Carlo Corada ✔️ Sindaco | 25.246                      | 56,62 | 571                                       | 1,44   | -     |       |
| Lista Omobono                                | Gian Carlo Corada ✔️ Sindaco | 25.246                      | 56,62 | 285                                       | 0,72   | -     |       |
|                                              | Giovanni Jacini              | 14.767                      | 33,12 | Forza Italia                              | 8.746  | 22,10 | 8     |
| Alleanza Nazionale                           | Giovanni Jacini              | 14.767                      | 33,12 | 3.084                                     | 7,79   | 3     |       |
| Unione dei Democratici Cristiani e di Centro | Giovanni Jacini              | 14.767                      | 33,12 | 1.136                                     | 2,87   | 1     |       |
| Seggio al candidato sindaco                  | Seggio al candidato sindaco  | Seggio al candidato sindaco | 33,12 | 1                                         |        |       |       |
|                                              | Italico Maffini              | 4.068                       | 9,12  | Lega Nord                                 | 3.845  | 9,72  | 3     |
|                                              | Anselmo Gusperti             | 507                         | 1,14  | Nuovo PSI - Partito Repubblicano Italiano | 481    | 1,22  | -     |
| Totale                                       | Totale                       | 44.588                      | 100   |                                           | 39.576 | 100   | 40    |

### Veneto

#### Padova
| Candidati                                        | Candidati                   | Voti                        | %     | Liste                             | Voti    | %     | Seggi |
| ------------------------------------------------ | --------------------------- | --------------------------- | ----- | --------------------------------- | ------- | ----- | ----- |
|                                                  | Flavio Zanonato ✔️ Sindaco  | 67.682                      | 51,88 | Democratici di Sinistra           | 18.845  | 16,01 | 8     |
| Socialisti Democratici Italiani                  | Flavio Zanonato ✔️ Sindaco  | 67.682                      | 51,88 | 14.981                            | 12,72   | 7     |       |
| La Margherita                                    | Flavio Zanonato ✔️ Sindaco  | 67.682                      | 51,88 | 13.811                            | 11,73   | 6     |       |
| Federazione dei Verdi                            | Flavio Zanonato ✔️ Sindaco  | 67.682                      | 51,88 | 4.027                             | 3,42    | 1     |       |
| Partito della Rifondazione Comunista             | Flavio Zanonato ✔️ Sindaco  | 67.682                      | 51,88 | 3.006                             | 2,55    | 1     |       |
| Padova per Padova                                | Flavio Zanonato ✔️ Sindaco  | 67.682                      | 51,88 | 2.200                             | 1,87    | 1     |       |
| Italia dei Valori                                | Flavio Zanonato ✔️ Sindaco  | 67.682                      | 51,88 | 1.879                             | 1,60    | -     |       |
| Partito dei Comunisti Italiani                   | Flavio Zanonato ✔️ Sindaco  | 67.682                      | 51,88 | 1.063                             | 0,90    | -     |       |
| Alleanza Popolare - UDEUR                        | Flavio Zanonato ✔️ Sindaco  | 67.682                      | 51,88 | 314                               | 0,27    | -     |       |
|                                                  | Giustina Mistrello Destro   | 43.846                      | 33,61 | Forza Italia                      | 27.577  | 23,42 | 9     |
| Alleanza Nazionale                               | Giustina Mistrello Destro   | 43.846                      | 33,61 | 8.472                             | 7,20    | 2     |       |
| Unione dei Democratici Cristiani e di Centro     | Giustina Mistrello Destro   | 43.846                      | 33,61 | 4.068                             | 3,46    | 1     |       |
| La Voce del Cittadino                            | Giustina Mistrello Destro   | 43.846                      | 33,61 | 474                               | 0,40    | -     |       |
| Seggio al candidato sindaco                      | Seggio al candidato sindaco | Seggio al candidato sindaco | 33,61 | 1                                 |         |       |       |
|                                                  | Luigi Zanesco               | 6.996                       | 5,36  | Lista Zanesco Padova Positiva     | 6.024   | 5,12  | 2     |
|                                                  | Luciano Gasperini           | 5.619                       | 4,31  | Lega Nord                         | 5.337   | 4,53  | 1     |
|                                                  | Paolo Alvigini              | 1.748                       | 1,34  | Nuovo PSI                         | 964     | 0,82  | -     |
| Partito Repubblicano Italiano - I Liberal Sgarbi | Paolo Alvigini              | 1.748                       | 1,34  | 532                               | 0,45    | -     |       |
|                                                  | Paolo Caratossidis          | 724                         | 0,55  | Alternativa Sociale               | 658     | 0,56  | -     |
|                                                  | Vittorio Aliprandi          | 683                         | 0,52  | Insieme per il Parco              | 631     | 0,54  | -     |
|                                                  | Gianfranco Destro           | 646                         | 0,50  | Città Futura                      | 544     | 0,46  | -     |
|                                                  | Giorgio Vido                | 619                         | 0,47  | Regione Veneto a Statuto Speciale | 579     | 0,49  | -     |
|                                                  | Bruno Cesaro                | 537                         | 0,41  | Fiamma Tricolore                  | 489     | 0,42  | -     |
|                                                  | Adolfo Cappelli             | 484                         | 0,37  | Vivere Padova                     | 439     | 0,37  | -     |
|                                                  | Roberto Rovoletto           | 468                         | 0,36  | Patto Segni-Scognamiglio          | 455     | 0,39  | -     |
|                                                  | Vincenzo Quagliato          | 243                         | 0,19  | Movimento Triveneto               | 234     | 0,20  | -     |
|                                                  | Ivan Rettore                | 159                         | 0,12  | Partito Umanista                  | 137     | 0,12  | -     |
| Totale                                           | Totale                      | 130.454                     | 100   |                                   | 117.740 | 100   | 40    |

### Liguria

#### Imperia
| Candidati                                    | Candidati                   | Voti                        | %     | Liste                         | Voti   | %     | Seggi |
| -------------------------------------------- | --------------------------- | --------------------------- | ----- | ----------------------------- | ------ | ----- | ----- |
|                                              | Luigi Sappa ✔️ Sindaco      | 17.338                      | 66,61 | Forza Italia                  | 11.791 | 46,40 | 20    |
| Alleanza Nazionale                           | Luigi Sappa ✔️ Sindaco      | 17.338                      | 66,61 | 2.848                         | 11,21  | 4     |       |
| Unione dei Democratici Cristiani e di Centro | Luigi Sappa ✔️ Sindaco      | 17.338                      | 66,61 | 2.086                         | 8,21   | 3     |       |
|                                              | Anna Maria Giuganino        | 7.367                       | 28,30 | Democratici di Sinistra - SDI | 4.270  | 16,80 | 7     |
| La Margherita                                | Anna Maria Giuganino        | 7.367                       | 28,30 | 1.335                         | 5,25   | 2     |       |
| Partito della Rifondazione Comunista         | Anna Maria Giuganino        | 7.367                       | 28,30 | 859                           | 3,38   | 1     |       |
| Federazione dei Verdi                        | Anna Maria Giuganino        | 7.367                       | 28,30 | 651                           | 2,56   | 1     |       |
| Partito dei Comunisti Italiani               | Anna Maria Giuganino        | 7.367                       | 28,30 | 195                           | 0,77   | -     |       |
| Italia dei Valori                            | Anna Maria Giuganino        | 7.367                       | 28,30 | 165                           | 0,65   | -     |       |
| Seggio al candidato sindaco                  | Seggio al candidato sindaco | Seggio al candidato sindaco | 28,30 | 1                             |        |       |       |
|                                              | Umberto Cuoghi              | 1.162                       | 4,46  | Lega Nord                     | 1.068  | 4,20  | 1     |
|                                              | Bruno Rossi                 | 164                         | 0,63  | Forza Nuova                   | 145    | 0,57  | -     |
| Totale                                       | Totale                      | 26.031                      |       |                               | 25.413 |       | 40    |

### Emilia-Romagna

#### Bologna
| Candidati                            | Candidati                   | Voti                        | %     | Liste                    | Voti    | %     | Seggi |
| ------------------------------------ | --------------------------- | --------------------------- | ----- | ------------------------ | ------- | ----- | ----- |
|                                      | Sergio Cofferati ✔️ Sindaco | 140.795                     | 55,92 | Democratici di Sinistra  | 80.477  | 36,54 | 20    |
| La Margherita - SDI                  | Sergio Cofferati ✔️ Sindaco | 140.795                     | 55,92 | 15.218                   | 6,91    | 3     |       |
| Federazione dei Verdi                | Sergio Cofferati ✔️ Sindaco | 140.795                     | 55,92 | 11.418                   | 5,18    | 2     |       |
| Partito della Rifondazione Comunista | Sergio Cofferati ✔️ Sindaco | 140.795                     | 55,92 | 10.216                   | 4,64    | 2     |       |
| Italia dei Valori                    | Sergio Cofferati ✔️ Sindaco | 140.795                     | 55,92 | 4.653                    | 2,11    | 1     |       |
| Partito dei Comunisti Italiani       | Sergio Cofferati ✔️ Sindaco | 140.795                     | 55,92 | 3.765                    | 1,71    | -     |       |
| Alleanza Popolare - UDEUR            | Sergio Cofferati ✔️ Sindaco | 140.795                     | 55,92 | 801                      | 0,36    | -     |       |
|                                      | Giorgio Guazzaloca          | 102.221                     | 40,60 | La Tua Bologna           | 40.429  | 18,36 | 8     |
| Forza Italia                         | Giorgio Guazzaloca          | 102.221                     | 40,60 | 24.315                   | 11,04   | 5     |       |
| Alleanza Nazionale                   | Giorgio Guazzaloca          | 102.221                     | 40,60 | 18.803                   | 8,54    | 4     |       |
| Governare Bologna                    | Giorgio Guazzaloca          | 102.221                     | 40,60 | 1.268                    | 0,58    | -     |       |
| Seggio al candidato sindaco          | Seggio al candidato sindaco | Seggio al candidato sindaco | 40,60 | 1                        |         |       |       |
|                                      | Franco Piro                 | 2.050                       | 0,81  | Nuovo PSI                | 2.185   | 0,99  | -     |
|                                      | Anselmo Ruocco              | 1.609                       | 0,64  | Lista Ruocco             | 1.559   | 0,71  | -     |
|                                      | Gianni Correggiari          | 1.341                       | 0,53  | Alternativa Sociale      | 1.308   | 0,59  | -     |
|                                      | Simone Albertini            | 1.332                       | 0,53  | Lega Nord                | 1.465   | 0,67  | -     |
|                                      | Bruno Barbieri              | 1.185                       | 0,47  | Lista Consumatori        | 1.148   | 0,52  | -     |
|                                      | Domenico Maracino           | 1.051                       | 0,42  | Lista Reno               | 1.060   | 0,48  | -     |
|                                      | Aldo Dinacci                | 184                         | 0,07  | Movimento Padri Separati | 163     | 0,07  | -     |
| Totale                               | Totale                      | 251.768                     |       |                          | 220.251 |       | 46    |

#### Ferrara
| Candidati                                        | Candidati                    | Voti                        | %     | Liste                   | Voti   | %     | Seggi |
| ------------------------------------------------ | ---------------------------- | --------------------------- | ----- | ----------------------- | ------ | ----- | ----- |
|                                                  | Gaetano Sateriale ✔️ Sindaco | 49.161                      | 54,36 | Democratici di Sinistra | 26.551 | 32,03 | 15    |
| La Margherita - Lista civica                     | Gaetano Sateriale ✔️ Sindaco | 49.161                      | 54,36 | 7.366                   | 8,89   | 4     |       |
| Partito della Rifondazione Comunista             | Gaetano Sateriale ✔️ Sindaco | 49.161                      | 54,36 | 3.901                   | 4,71   | 2     |       |
| Partito dei Comunisti Italiani                   | Gaetano Sateriale ✔️ Sindaco | 49.161                      | 54,36 | 3.446                   | 4,16   | 2     |       |
| Federazione dei Verdi                            | Gaetano Sateriale ✔️ Sindaco | 49.161                      | 54,36 | 2.410                   | 2,91   | 1     |       |
| Italia dei Valori                                | Gaetano Sateriale ✔️ Sindaco | 49.161                      | 54,36 | 1.405                   | 1,70   | -     |       |
| Partito Repubblicano Italiano - I Liberal Sgarbi | Gaetano Sateriale ✔️ Sindaco | 49.161                      | 54,36 | 559                     | 0,67   | -     |       |
| Riformatori                                      | Gaetano Sateriale ✔️ Sindaco | 49.161                      | 54,36 | 541                     | 0,65   | -     |       |
| Eco Tecno Area                                   | Gaetano Sateriale ✔️ Sindaco | 49.161                      | 54,36 | 272                     | 0,33   | -     |       |
| Alleanza Popolare - UDEUR                        | Gaetano Sateriale ✔️ Sindaco | 49.161                      | 54,36 | 263                     | 0,32   | -     |       |
|                                                  | Federico Saini               | 18.619                      | 20,59 | Forza Italia            | 14.167 | 17,09 | 7     |
| Lega Nord                                        | Federico Saini               | 18.619                      | 20,59 | 1.452                   | 1,75   | -     |       |
| Nuovo PSI                                        | Federico Saini               | 18.619                      | 20,59 | 1.156                   | 1,39   | -     |       |
| Seggio al candidato sindaco                      | Seggio al candidato sindaco  | Seggio al candidato sindaco | 20,59 | 1                       |        |       |       |
|                                                  | Alberto Balboni              | 15.581                      | 17,23 | Alleanza Nazionale      | 11.994 | 14,47 | 5     |
| Unione dei Democratici Cristiani e di Centro     | Alberto Balboni              | 15.581                      | 17,23 | 1.689                   | 2,04   | -     |       |
| Seggio al candidato sindaco                      | Seggio al candidato sindaco  | Seggio al candidato sindaco | 17,23 | 1                       |        |       |       |
|                                                  | Giulio Giuseppe Barbieri     | 5.940                       | 6,57  | Io Amo Ferrara          | 4.912  | 5,93  | 2     |
|                                                  | Gianluca Merchiori           | 1.136                       | 1,26  | Ferrara Viva            | 803    | 0,97  | -     |
| Totale                                           | Totale                       | 90.437                      |       |                         | 82.887 |       | 40    |

#### Forlì
| Candidati                                    | Candidati                   | Voti                        | %     | Liste                   | Voti   | %     | Seggi |
| -------------------------------------------- | --------------------------- | --------------------------- | ----- | ----------------------- | ------ | ----- | ----- |
|                                              | Nadia Masini ✔️ Sindaco     | 43.836                      | 58,75 | Democratici di Sinistra | 24.377 | 35,05 | 16    |
| La Margherita                                | Nadia Masini ✔️ Sindaco     | 43.836                      | 58,75 | 4.718                   | 6,78   | 3     |       |
| Partito Repubblicano Italiano                | Nadia Masini ✔️ Sindaco     | 43.836                      | 58,75 | 3.289                   | 4,73   | 2     |       |
| Partito della Rifondazione Comunista         | Nadia Masini ✔️ Sindaco     | 43.836                      | 58,75 | 2.874                   | 4,13   | 1     |       |
| Federazione dei Verdi                        | Nadia Masini ✔️ Sindaco     | 43.836                      | 58,75 | 1.900                   | 2,73   | 1     |       |
| Romagna Riformisti Popolari                  | Nadia Masini ✔️ Sindaco     | 43.836                      | 58,75 | 1.511                   | 2,17   | 1     |       |
| Partito dei Comunisti Italiani               | Nadia Masini ✔️ Sindaco     | 43.836                      | 58,75 | 1.374                   | 1,98   | -     |       |
| Italia dei Valori                            | Nadia Masini ✔️ Sindaco     | 43.836                      | 58,75 | 964                     | 1,39   | -     |       |
|                                              | Marino Bartoletti           | 26.787                      | 35,90 | Forza Italia            | 13.106 | 18,85 | 8     |
| Viva Forlì                                   | Marino Bartoletti           | 26.787                      | 35,90 | 4.788                   | 6,88   | 3     |       |
| Alleanza Nazionale                           | Marino Bartoletti           | 26.787                      | 35,90 | 4.185                   | 6,02   | 2     |       |
| Unione dei Democratici Cristiani e di Centro | Marino Bartoletti           | 26.787                      | 35,90 | 1.589                   | 2,28   | 1     |       |
| Lega Nord                                    | Marino Bartoletti           | 26.787                      | 35,90 | 998                     | 1,44   | -     |       |
| Seggio al candidato sindaco                  | Seggio al candidato sindaco | Seggio al candidato sindaco | 35,90 | 1                       |        |       |       |
|                                              | Pier Giuseppe Bertaccini    | 3.256                       | 4,36  | Unione per la Romagna   | 3.121  | 4,49  | 1     |
|                                              | Paola Monaldi               | 733                         | 0,98  | Fiamma Tricolore        | 752    | 1,08  | -     |
| Totale                                       | Totale                      | 74.612                      |       |                         | 69.546 |       | 40    |

#### Modena
| Candidati                                              | Candidati                   | Voti                        | %     | Liste                   | Voti    | %     | Seggi |
| ------------------------------------------------------ | --------------------------- | --------------------------- | ----- | ----------------------- | ------- | ----- | ----- |
|                                                        | Giorgio Pighi ✔️ Sindaco    | 70.350                      | 63,77 | Democratici di Sinistra | 41.285  | 39,43 | 17    |
| La Margherita                                          | Giorgio Pighi ✔️ Sindaco    | 70.350                      | 63,77 | 9.308                   | 8,89    | 4     |       |
| Partito della Rifondazione Comunista                   | Giorgio Pighi ✔️ Sindaco    | 70.350                      | 63,77 | 5.257                   | 5,02    | 2     |       |
| Socialisti Democratici Italiani - Repubblicani Europei | Giorgio Pighi ✔️ Sindaco    | 70.350                      | 63,77 | 3.833                   | 3,66    | 1     |       |
| Federazione dei Verdi                                  | Giorgio Pighi ✔️ Sindaco    | 70.350                      | 63,77 | 3.483                   | 3,33    | 1     |       |
| Italia dei Valori                                      | Giorgio Pighi ✔️ Sindaco    | 70.350                      | 63,77 | 2.435                   | 2,33    | 1     |       |
| Partito dei Comunisti Italiani                         | Giorgio Pighi ✔️ Sindaco    | 70.350                      | 63,77 | 1.458                   | 1,39    | -     |       |
|                                                        | Teobaldo Flori              | 34.459                      | 31,23 | Forza Italia            | 16.236  | 15,51 | 7     |
| Alleanza Nazionale                                     | Teobaldo Flori              | 34.459                      | 31,23 | 6.633                   | 6,34    | 2     |       |
| Unione dei Democratici Cristiani e di Centro           | Teobaldo Flori              | 34.459                      | 31,23 | 5.242                   | 5,01    | 2     |       |
| Modena a Colori                                        | Teobaldo Flori              | 34.459                      | 31,23 | 3.474                   | 3,32    | 1     |       |
| Modena Libera                                          | Teobaldo Flori              | 34.459                      | 31,23 | 771                     | 0,74    | -     |       |
| Seggio al candidato sindaco                            | Seggio al candidato sindaco | Seggio al candidato sindaco | 31,23 | 1                       |         |       |       |
|                                                        | Mauro Manfredini            | 3.347                       | 3,03  | Lega Nord               | 3.280   | 3,13  | 1     |
|                                                        | Fabio Galli                 | 1.647                       | 1,49  | Lista Consumatori       | 1.527   | 1,46  | -     |
|                                                        | Paolo Andreoli              | 521                         | 0,47  | Patto Civico            | 476     | 0,45  | -     |
| Totale                                                 | Totale                      | 110.324                     |       |                         | 104.698 |       | 40    |

#### Reggio Emilia
| Candidati                                    | Candidati                   | Voti                        | %     | Liste                   | Voti   | %     | Seggi |
| -------------------------------------------- | --------------------------- | --------------------------- | ----- | ----------------------- | ------ | ----- | ----- |
|                                              | Graziano Delrio ✔️ Sindaco  | 57.850                      | 63,23 | Democratici di Sinistra | 30.329 | 35,21 | 16    |
| La Margherita                                | Graziano Delrio ✔️ Sindaco  | 57.850                      | 63,23 | 9.272                   | 10,77  | 5     |       |
| Partito dei Comunisti Italiani               | Graziano Delrio ✔️ Sindaco  | 57.850                      | 63,23 | 6.027                   | 7,00   | 3     |       |
| Partito della Rifondazione Comunista         | Graziano Delrio ✔️ Sindaco  | 57.850                      | 63,23 | 3.793                   | 4,40   | 2     |       |
| Federazione dei Verdi                        | Graziano Delrio ✔️ Sindaco  | 57.850                      | 63,23 | 2.545                   | 2,95   | 1     |       |
| Socialisti Democratici Italiani - UDEUR      | Graziano Delrio ✔️ Sindaco  | 57.850                      | 63,23 | 1.307                   | 1,52   | -     |       |
| Italia dei Valori                            | Graziano Delrio ✔️ Sindaco  | 57.850                      | 63,23 | 1.163                   | 1,35   | -     |       |
|                                              | Mario Poli                  | 11.625                      | 12,71 | Forza Italia            | 8.957  | 10,40 | 3     |
| Unione dei Democratici Cristiani e di Centro | Mario Poli                  | 11.625                      | 12,71 | 2.540                   | 2,95   | 1     |       |
| Seggio al candidato sindaco                  | Seggio al candidato sindaco | Seggio al candidato sindaco | 12,71 | 1                       |        |       |       |
|                                              | Carlo Baldi                 | 7.542                       | 8,24  | Laboratorio Reggio      | 6.656  | 7,73  | 3     |
|                                              | Marco Eboli                 | 6.683                       | 7,30  | Alleanza Nazionale      | 6.394  | 7,42  | 3     |
|                                              | Mario Monducci              | 4.522                       | 4,94  | Gente                   | 4.014  | 4,66  | 1     |
|                                              | Gabriele Fossa              | 3.276                       | 3,58  | Lega Nord               | 3.131  | 3,64  | 1     |
| Totale                                       | Totale                      | 91.498                      |       |                         | 86.128 |       | 40    |

### Toscana

#### Arezzo
| Candidati                                    | Candidati                              | Voti                        | %     | Liste                   | Voti   | %     | Seggi |
| -------------------------------------------- | -------------------------------------- | --------------------------- | ----- | ----------------------- | ------ | ----- | ----- |
|                                              | Monica Bettoni Accede al ballottaggio  | 29.603                      | 49,59 | Democratici di Sinistra | 13.353 | 24,18 | 10    |
| La Margherita                                | Monica Bettoni Accede al ballottaggio  | 29.603                      | 49,59 | 4.186                   | 7,58   | 3     |       |
| Partito della Rifondazione Comunista         | Monica Bettoni Accede al ballottaggio  | 29.603                      | 49,59 | 3.900                   | 7,06   | 3     |       |
| La Città Aperta                              | Monica Bettoni Accede al ballottaggio  | 29.603                      | 49,59 | 2.811                   | 5,09   | 2     |       |
| Socialisti Democratici Italiani - Riformisti | Monica Bettoni Accede al ballottaggio  | 29.603                      | 49,59 | 1.228                   | 2,22   | 1     |       |
| Federazione dei Verdi                        | Monica Bettoni Accede al ballottaggio  | 29.603                      | 49,59 | 1.022                   | 1,85   | -     |       |
| Partito dei Comunisti Italiani               | Monica Bettoni Accede al ballottaggio  | 29.603                      | 49,59 | 828                     | 1,50   | -     |       |
| Italia dei Valori                            | Monica Bettoni Accede al ballottaggio  | 29.603                      | 49,59 | 363                     | 0,66   | -     |       |
| Alleanza Popolare - UDEUR                    | Monica Bettoni Accede al ballottaggio  | 29.603                      | 49,59 | 179                     | 0,32   | -     |       |
| Seggio al candidato sindaco                  | Seggio al candidato sindaco            | Seggio al candidato sindaco | 49,59 | 1                       |        |       |       |
|                                              | Luigi Lucherini Accede al ballottaggio | 29.408                      | 49,26 | Forza Italia            | 13.499 | 24,45 | 10    |
| Alleanza Nazionale                           | Luigi Lucherini Accede al ballottaggio | 29.408                      | 49,26 | 7.493                   | 13,57  | 6     |       |
| Unione dei Democratici Cristiani e di Centro | Luigi Lucherini Accede al ballottaggio | 29.408                      | 49,26 | 4.074                   | 7,38   | 3     |       |
| Arezzo con Lucherini Sindaco                 | Luigi Lucherini Accede al ballottaggio | 29.408                      | 49,26 | 1.362                   | 2,47   | 1     |       |
| Lega Nord                                    | Luigi Lucherini Accede al ballottaggio | 29.408                      | 49,26 | 333                     | 0,60   | -     |       |
|                                              | Giulio Arrigucci                       | 687                         | 1,15  | Nostra Terra di Toscana | 582    | 1,05  | -     |
| Totale                                       | Totale                                 | 59.698                      |       |                         | 55.213 |       | 40    |

Ballottaggio
| Candidati | Candidati                  | Voti   | %      |
| --------- | -------------------------- | ------ | ------ |
|           | Luigi Lucherini ✔️ Sindaco | 30.645 | 53,06  |
|           | Monica Bettoni             | 27.112 | 46,94  |
| Totale    | Totale                     | 57.757 | 100,00 |

#### Firenze
| Candidati                                    | Candidati                                 | Voti                        | %     | Liste                                | Voti    | %     | Seggi |
| -------------------------------------------- | ----------------------------------------- | --------------------------- | ----- | ------------------------------------ | ------- | ----- | ----- |
|                                              | Leonardo Domenici Accede al ballottaggio  | 109.043                     | 49,15 | Democratici di Sinistra              | 62.572  | 30,55 | 18    |
| La Margherita                                | Leonardo Domenici Accede al ballottaggio  | 109.043                     | 49,15 | 16.756                               | 8,18    | 5     |       |
| Partito dei Comunisti Italiani               | Leonardo Domenici Accede al ballottaggio  | 109.043                     | 49,15 | 11.065                               | 5,40    | 3     |       |
| Federazione dei Verdi                        | Leonardo Domenici Accede al ballottaggio  | 109.043                     | 49,15 | 5.024                                | 2,45    | 1     |       |
| Socialisti Democratici Italiani - Riformisti | Leonardo Domenici Accede al ballottaggio  | 109.043                     | 49,15 | 4.786                                | 2,45    | 1     |       |
| Italia dei Valori                            | Leonardo Domenici Accede al ballottaggio  | 109.043                     | 49,15 | 2.977                                | 1,45    | -     |       |
| Repubblicani Europei                         | Leonardo Domenici Accede al ballottaggio  | 109.043                     | 49,15 | 1.292                                | 0,63    | -     |       |
| Lista Consumatori                            | Leonardo Domenici Accede al ballottaggio  | 109.043                     | 49,15 | 1.010                                | 0,49    | -     |       |
| UDEUR - Partito Democratico Cristiano        | Leonardo Domenici Accede al ballottaggio  | 109.043                     | 49,15 | 1.010                                | 0,49    | -     |       |
|                                              | Domenico Valentino Accede al ballottaggio | 66.005                      | 29,75 | Forza Italia                         | 33.349  | 16,28 | 7     |
| Alleanza Nazionale                           | Domenico Valentino Accede al ballottaggio | 66.005                      | 29,75 | 21.256                               | 10,83   | 5     |       |
| Unione dei Democratici Cristiani e di Centro | Domenico Valentino Accede al ballottaggio | 66.005                      | 29,75 | 7.913                                | 3,86    | 1     |       |
| Lega Nord                                    | Domenico Valentino Accede al ballottaggio | 66.005                      | 29,75 | 888                                  | 0,43    | -     |       |
| Seggio al candidato sindaco                  | Seggio al candidato sindaco               | Seggio al candidato sindaco | 29,75 | 1                                    |         |       |       |
|                                              | Ornella De Zordo                          | 27.302                      | 12,31 | Partito della Rifondazione Comunista | 14.306  | 6,99  | 3     |
| Un'Altra Città                               | Ornella De Zordo                          | 27.302                      | 12,31 | 4.035                                | 1,97    | -     |       |
| Comitati Cittadini                           | Ornella De Zordo                          | 27.302                      | 12,31 | 3.068                                | 1,50    | -     |       |
| Seggio al candidato sindaco                  | Seggio al candidato sindaco               | Seggio al candidato sindaco | 12,31 | 1                                    |         |       |       |
|                                              | Franco Cardini                            | 10.115                      | 4,56  | Lista Cardini                        | 3.087   | 1,51  | -     |
| Sinistra per Firenze                         | Franco Cardini                            | 10.115                      | 4,56  | 1.381                                | 0,67    | -     |       |
| Iniziativa Popolare                          | Franco Cardini                            | 10.115                      | 4,56  | 659                                  | 0,32    | -     |       |
| Sovranità Popolare                           | Franco Cardini                            | 10.115                      | 4,56  | 532                                  | 0,26    | -     |       |
| Democrazia della Terra                       | Franco Cardini                            | 10.115                      | 4,56  | 445                                  | 0,22    | -     |       |
|                                              | Luca Saldarelli                           | 5.001                       | 2,25  | I Liberal Sgarbi - Lista civica      | 2.177   | 1,06  | -     |
| Radicali                                     | Luca Saldarelli                           | 5.001                       | 2,25  | 1.895                                | 0,93    | -     |       |
|                                              | Maurizio Rossi                            | 1.524                       | 0,69  | Alternativa Sociale                  | 1.423   | 0,69  | -     |
|                                              | Alessandro Mazzerelli                     | 1.450                       | 0,65  | Movimento Autonomista Toscano (A)    | 1.330   | 0,65  | -     |
|                                              | Paolo Vecchi                              | 726                         | 0,33  | Partito Umanista                     | 617     | 0,30  | -     |
|                                              | Nicola Bizzi                              | 670                         | 0,30  | Toscana Granducale                   | 619     | 0,30  | -     |
| Totale                                       | Totale                                    | 221.836                     |       |                                      | 204.797 |       | 46    |

- La lista contrassegnata con la lettera A è apparentata al secondo turno con il candidato sindaco Domenico Valentino.

Ballottaggio
| Candidati | Candidati                    | Voti    | %      |
| --------- | ---------------------------- | ------- | ------ |
|           | Leonardo Domenici ✔️ Sindaco | 102.269 | 66,04  |
|           | Domenico Valentino           | 52.582  | 33,96  |
| Totale    | Totale                       | 154.851 | 100,00 |

#### Livorno
| Candidati                               | Candidati                    | Voti                        | %     | Liste                                | Voti   | %     | Seggi |
| --------------------------------------- | ---------------------------- | --------------------------- | ----- | ------------------------------------ | ------ | ----- | ----- |
|                                         | Alessandro Cosimi ✔️ Sindaco | 54.972                      | 55,11 | Democratici di Sinistra              | 35.679 | 38,47 | 18    |
| La Margherita                           | Alessandro Cosimi ✔️ Sindaco | 54.972                      | 55,11 | 6.651                                | 7,17   | 3     |       |
| Partito dei Comunisti Italiani          | Alessandro Cosimi ✔️ Sindaco | 54.972                      | 55,11 | 4.060                                | 4,38   | 2     |       |
| Italia dei Valori                       | Alessandro Cosimi ✔️ Sindaco | 54.972                      | 55,11 | 2.143                                | 2,31   | 1     |       |
| Socialisti Democratici Italiani - UDEUR | Alessandro Cosimi ✔️ Sindaco | 54.972                      | 55,11 | 1.819                                | 1,96   | -     |       |
| Repubblicani Europei                    | Alessandro Cosimi ✔️ Sindaco | 54.972                      | 55,11 | 441                                  | 0,48   | -     |       |
|                                         | Guido Guastalla              | 24.183                      | 24,24 | Forza Italia                         | 9.797  | 10,56 | 4     |
| Alleanza Nazionale                      | Guido Guastalla              | 24.183                      | 24,24 | 7.124                                | 7,68   | 3     |       |
| Amare Livorno                           | Guido Guastalla              | 24.183                      | 24,24 | 5.006                                | 5,40   | 2     |       |
| Lega Nord                               | Guido Guastalla              | 24.183                      | 24,24 | 339                                  | 0,37   | -     |       |
| Seggio al candidato sindaco             | Seggio al candidato sindaco  | Seggio al candidato sindaco | 24,24 | 1                                    |        |       |       |
|                                         | Alessandro Trotta            | 10.750                      | 10,78 | Partito della Rifondazione Comunista | 10.547 | 11,37 | 4     |
|                                         | Gabriele Volpi               | 3.671                       | 3,68  | Federazione dei Verdi                | 3.528  | 3,80  | 1     |
|                                         | Marco Cannito                | 3.178                       | 3,19  | Città Diversa                        | 2.836  | 3,06  | 1     |
|                                         | Massimo Bianchi              | 2.197                       | 2,20  | Livorno Insieme                      | 2.024  | 2,18  | -     |
|                                         | Giacomo Panessa              | 794                         | 0,80  | Partito Pensionati                   | 754    | 0,81  | -     |
| Totale                                  | Totale                       | 99.745                      |       |                                      | 92.748 |       | 40    |

#### Prato
| Candidati                                    | Candidati                   | Voti                        | %     | Liste                                | Voti   | %     | Seggi |
| -------------------------------------------- | --------------------------- | --------------------------- | ----- | ------------------------------------ | ------ | ----- | ----- |
|                                              | Marco Romagnoli ✔️ Sindaco  | 54.835                      | 53,11 | Democratici di Sinistra              | 34.015 | 35,20 | 17    |
| La Margherita                                | Marco Romagnoli ✔️ Sindaco  | 54.835                      | 53,11 | 9.268                                | 9,59   | 4     |       |
| Italia dei Valori                            | Marco Romagnoli ✔️ Sindaco  | 54.835                      | 53,11 | 2.744                                | 2,84   | 1     |       |
| Partito dei Comunisti Italiani               | Marco Romagnoli ✔️ Sindaco  | 54.835                      | 53,11 | 2.177                                | 2,25   | 1     |       |
| Federazione dei Verdi                        | Marco Romagnoli ✔️ Sindaco  | 54.835                      | 53,11 | 1.985                                | 2,05   | 1     |       |
| Socialisti Democratici Italiani              | Marco Romagnoli ✔️ Sindaco  | 54.835                      | 53,11 | 1.200                                | 1,24   | -     |       |
| Alleanza Popolare - UDEUR                    | Marco Romagnoli ✔️ Sindaco  | 54.835                      | 53,11 | 289                                  | 0,30   | -     |       |
|                                              | Filippo Bernocchi           | 34.050                      | 32,98 | Forza Italia                         | 16.152 | 16,71 | 6     |
| Alleanza Nazionale                           | Filippo Bernocchi           | 34.050                      | 32,98 | 12.314                               | 12,74  | 5     |       |
| Unione dei Democratici Cristiani e di Centro | Filippo Bernocchi           | 34.050                      | 32,98 | 2.424                                | 2,51   | -     |       |
| Insieme per Prato                            | Filippo Bernocchi           | 34.050                      | 32,98 | 827                                  | 0,86   | -     |       |
| Seggio al candidato sindaco                  | Seggio al candidato sindaco | Seggio al candidato sindaco | 32,98 | 1                                    |        |       |       |
|                                              | Mauro Vannoni               | 8.287                       | 8,03  | Partito della Rifondazione Comunista | 6.102  | 6,31  | 2     |
| Sinistra per Prato                           | Mauro Vannoni               | 8.287                       | 8,03  | 1.702                                | 1,76   | -     |       |
| Seggio al candidato sindaco                  | Seggio al candidato sindaco | Seggio al candidato sindaco | 8,03  | 1                                    |        |       |       |
|                                              | Massimo Taiti               | 3.325                       | 3,22  | Nuovo PSI                            | 2.948  | 3,05  | 1     |
|                                              | Alessandro Ciardi           | 1.211                       | 1,17  | Giovani e Famiglia                   | 1.045  | 1,08  | -     |
|                                              | David Badini                | 919                         | 0,89  | Lista Consumatori                    | 865    | 0,90  | -     |
|                                              | Antonio Daino               | 623                         | 0,60  | Lista Daino                          | 587    | 0,61  | -     |
| Totale                                       | Totale                      | 103.250                     |       |                                      | 96.644 |       | 40    |

### Umbria

#### Perugia
| Candidati                                    | Candidati                   | Voti                        | %     | Liste                   | Voti   | %     | Seggi |
| -------------------------------------------- | --------------------------- | --------------------------- | ----- | ----------------------- | ------ | ----- | ----- |
|                                              | Renato Locchi ✔️ Sindaco    | 64.818                      | 66,04 | Democratici di Sinistra | 32.795 | 34,65 | 16    |
| La Margherita - UDEUR                        | Renato Locchi ✔️ Sindaco    | 64.818                      | 66,04 | 10.306                  | 10,89  | 5     |       |
| Partito della Rifondazione Comunista         | Renato Locchi ✔️ Sindaco    | 64.818                      | 66,04 | 7.646                   | 8,08   | 3     |       |
| Socialisti Riformisti                        | Renato Locchi ✔️ Sindaco    | 64.818                      | 66,04 | 6.454                   | 6,82   | 3     |       |
| Partito dei Comunisti Italiani               | Renato Locchi ✔️ Sindaco    | 64.818                      | 66,04 | 3.095                   | 3,27   | 1     |       |
| Federazione dei Verdi                        | Renato Locchi ✔️ Sindaco    | 64.818                      | 66,04 | 1.802                   | 1,90   | -     |       |
| Italia dei Valori                            | Renato Locchi ✔️ Sindaco    | 64.818                      | 66,04 | 1.262                   | 1,33   | -     |       |
|                                              | Gianluigi Rosi              | 27.795                      | 30,36 | Alleanza Nazionale      | 13.182 | 13,93 | 5     |
| Forza Italia                                 | Gianluigi Rosi              | 27.795                      | 30,36 | 12.326                  | 13,02  | 5     |       |
| Unione dei Democratici Cristiani e di Centro | Gianluigi Rosi              | 27.795                      | 30,36 | 2.756                   | 2,91   | 1     |       |
| Seggio al candidato sindaco                  | Seggio al candidato sindaco | Seggio al candidato sindaco | 30,36 | 1                       |        |       |       |
|                                              | Ruggero Ranieri             | 1.572                       | 1,60  | L'Altra Perugia         | 1.225  | 1,29  | -     |
|                                              | Riccardo Donti              | 1.087                       | 1,11  | Alternativa Sociale     | 1.011  | 1,07  | -     |
|                                              | Ettore Bertolini            | 881                         | 0,90  | Fiamma Tricolore        | 798    | 0,84  | -     |
| Totale                                       | Totale                      | 98.153                      |       |                         | 95.658 |       | 40    |

#### Terni
| Candidati                                    | Candidati                   | Voti                        | %     | Liste                   | Voti   | %     | Seggi |
| -------------------------------------------- | --------------------------- | --------------------------- | ----- | ----------------------- | ------ | ----- | ----- |
|                                              | Paolo Raffaelli ✔️ Sindaco  | 46.879                      | 69,14 | Democratici di Sinistra | 23.289 | 36,37 | 16    |
| La Margherita - UDEUR                        | Paolo Raffaelli ✔️ Sindaco  | 46.879                      | 69,14 | 8.581                   | 13,40  | 6     |       |
| Partito della Rifondazione Comunista         | Paolo Raffaelli ✔️ Sindaco  | 46.879                      | 69,14 | 5.153                   | 8,05   | 3     |       |
| Socialisti Riformisti                        | Paolo Raffaelli ✔️ Sindaco  | 46.879                      | 69,14 | 3.693                   | 5,77   | 2     |       |
| Partito dei Comunisti Italiani               | Paolo Raffaelli ✔️ Sindaco  | 46.879                      | 69,14 | 2.708                   | 4,23   | 1     |       |
| Federazione dei Verdi                        | Paolo Raffaelli ✔️ Sindaco  | 46.879                      | 69,14 | 671                     | 1,05   | -     |       |
| Italia dei Valori                            | Paolo Raffaelli ✔️ Sindaco  | 46.879                      | 69,14 | 522                     | 0,82   | -     |       |
|                                              | Andrea Messi                | 19.825                      | 29,24 | Forza Italia            | 9.048  | 14,13 | 6     |
| Alleanza Nazionale                           | Andrea Messi                | 19.825                      | 29,24 | 6.856                   | 10,71  | 4     |       |
| Unione dei Democratici Cristiani e di Centro | Andrea Messi                | 19.825                      | 29,24 | 2.251                   | 3,52   | 1     |       |
| Città Nuova                                  | Andrea Messi                | 19.825                      | 29,24 | 345                     | 0,54   | -     |       |
| Seggio al candidato sindaco                  | Seggio al candidato sindaco | Seggio al candidato sindaco | 29,24 | 1                       |        |       |       |
|                                              | Carlo Busi                  | 805                         | 1,19  | Fiamma Tricolore        | 681    | 1,06  | -     |
|                                              | Gianfranco Firmani          | 298                         | 0,44  | Lega Nord               | 236    | 0,37  | -     |
| Totale                                       | Totale                      | 67.807                      |       |                         | 64.034 |       | 40    |

### Marche

#### Ascoli Piceno
| Candidati                                    | Candidati                   | Voti                        | %     | Liste                   | Voti   | %     | Seggi |
| -------------------------------------------- | --------------------------- | --------------------------- | ----- | ----------------------- | ------ | ----- | ----- |
|                                              | Piero Celani ✔️ Sindaco     | 17.013                      | 50,30 | Alleanza Nazionale      | 5.236  | 17,58 | 8     |
| Unione dei Democratici Cristiani e di Centro | Piero Celani ✔️ Sindaco     | 17.013                      | 50,30 | 5.040                   | 16,92  | 8     |       |
| Forza Italia                                 | Piero Celani ✔️ Sindaco     | 17.013                      | 50,30 | 4.665                   | 15,66  | 8     |       |
| Nuovo PSI                                    | Piero Celani ✔️ Sindaco     | 17.013                      | 50,30 | 328                     | 1,10   | -     |       |
|                                              | Giorgio Rocchi              | 14.519                      | 42,93 | Democratici di Sinistra | 4.484  | 15,05 | 5     |
| La Margherita                                | Giorgio Rocchi              | 14.519                      | 42,93 | 2.408                   | 8,08   | 3     |       |
| L'Alveare per Rocchi                         | Giorgio Rocchi              | 14.519                      | 42,93 | 1.875                   | 6,29   | 3     |       |
| Partito della Rifondazione Comunista         | Giorgio Rocchi              | 14.519                      | 42,93 | 1.510                   | 5,07   | 2     |       |
| Socialisti Democratici Italiani              | Giorgio Rocchi              | 14.519                      | 42,93 | 1.084                   | 3,64   | 1     |       |
| Partito dei Comunisti Italiani               | Giorgio Rocchi              | 14.519                      | 42,93 | 712                     | 2,39   | 1     |       |
| Italia dei Valori                            | Giorgio Rocchi              | 14.519                      | 42,93 | 243                     | 0,82   | -     |       |
| Federazione dei Verdi                        | Giorgio Rocchi              | 14.519                      | 42,93 | 201                     | 0,67   | -     |       |
| Seggio al candidato sindaco                  | Seggio al candidato sindaco | Seggio al candidato sindaco | 42,93 | 1                       |        |       |       |
|                                              | Davide Massimo Aliberti     | 818                         | 2,42  | Ascoli per Ascoli       | 811    | 2,72  | -     |
|                                              | Nazario Agostini            | 704                         | 2,08  | I Liberal Sgarbi        | 506    | 1,70  | -     |
|                                              | Stefano Cannelli            | 408                         | 1,21  | Alternativa Sociale     | 359    | 1,21  | -     |
|                                              | Mauro Martini               | 362                         | 1,07  | Popolo Ascolano         | 330    | 1,11  | -     |
| Totale                                       | Totale                      | 33.824                      |       |                         | 29.792 |       | 40    |

#### Pesaro
| Candidati                                    | Candidati                   | Voti                        | %     | Liste                                            | Voti   | %     | Seggi |
| -------------------------------------------- | --------------------------- | --------------------------- | ----- | ------------------------------------------------ | ------ | ----- | ----- |
|                                              | Luca Ceriscioli ✔️ Sindaco  | 32.886                      | 56,13 | Democratici di Sinistra                          | 18.089 | 33,02 | 16    |
| La Margherita                                | Luca Ceriscioli ✔️ Sindaco  | 32.886                      | 56,13 | 4.982                                            | 9,10   | 4     |       |
| Partito della Rifondazione Comunista         | Luca Ceriscioli ✔️ Sindaco  | 32.886                      | 56,13 | 2.274                                            | 4,15   | 2     |       |
| Partito dei Comunisti Italiani               | Luca Ceriscioli ✔️ Sindaco  | 32.886                      | 56,13 | 1.820                                            | 3,32   | 1     |       |
| Federazione dei Verdi                        | Luca Ceriscioli ✔️ Sindaco  | 32.886                      | 56,13 | 1.570                                            | 2,87   | 1     |       |
| Italia dei Valori                            | Luca Ceriscioli ✔️ Sindaco  | 32.886                      | 56,13 | 1.183                                            | 2,16   | 1     |       |
| Socialisti Democratici Italiani              | Luca Ceriscioli ✔️ Sindaco  | 32.886                      | 56,13 | 843                                              | 1,54   | -     |       |
| Alleanza Popolare - UDEUR                    | Luca Ceriscioli ✔️ Sindaco  | 32.886                      | 56,13 | 273                                              | 0,50   | -     |       |
|                                              | Marco Zanotti               | 11.548                      | 19,71 | Forza Italia                                     | 6.672  | 12,18 | 4     |
| Alleanza Nazionale                           | Marco Zanotti               | 11.548                      | 19,71 | 3.063                                            | 5,59   | 2     |       |
| Unione dei Democratici Cristiani e di Centro | Marco Zanotti               | 11.548                      | 19,71 | 1.358                                            | 2,48   | 1     |       |
| Seggio al candidato sindaco                  | Seggio al candidato sindaco | Seggio al candidato sindaco | 19,71 | 1                                                |        |       |       |
|                                              | Guido Amedeo Lucarelli      | 10.462                      | 17,86 | Liberi per Pesaro                                | 9.187  | 16,77 | 7     |
|                                              | Giancarlo Scriboni          | 1.612                       | 2,75  | Nuovo PSI                                        | 1.599  | 2,92  | -     |
|                                              | Maria Cristina Cecchini     | 903                         | 1,54  | Sinistra Democratica                             | 802    | 1,46  | -     |
|                                              | Giovanni Massimo Rinaldi    | 558                         | 0,95  | Fiamma Tricolore                                 | 522    | 0,95  | -     |
|                                              | Anna Maria Guerra           | 372                         | 0,63  | Partito Democratico Cristiano                    | 316    | 0,58  | -     |
|                                              | Giorgio Montaccini          | 243                         | 0,41  | Partito Repubblicano Italiano - I Liberal Sgarbi | 221    | 0,40  | -     |
| Totale                                       | Totale                      | 58.584                      |       |                                                  | 54.774 |       | 40    |

#### Urbino
| Candidati                                    | Candidati                   | Voti                        | %     | Liste                                    | Voti  | %     | Seggi |
| -------------------------------------------- | --------------------------- | --------------------------- | ----- | ---------------------------------------- | ----- | ----- | ----- |
|                                              | Franco Corbucci ✔️ Sindaco  | 6.941                       | 68,64 | Democratici di Sinistra                  | 3.663 | 38,10 | 9     |
| La Margherita                                | Franco Corbucci ✔️ Sindaco  | 6.941                       | 68,64 | 1.416                                    | 14,73 | 3     |       |
| Partito della Rifondazione Comunista         | Franco Corbucci ✔️ Sindaco  | 6.941                       | 68,64 | 751                                      | 7,81  | 2     |       |
| Socialisti Democratici Italiani              | Franco Corbucci ✔️ Sindaco  | 6.941                       | 68,64 | 513                                      | 5,34  | 1     |       |
| Federazione dei Verdi                        | Franco Corbucci ✔️ Sindaco  | 6.941                       | 68,64 | 435                                      | 4,52  | 1     |       |
| Partito dei Comunisti Italiani               | Franco Corbucci ✔️ Sindaco  | 6.941                       | 68,64 | 202                                      | 2,10  | -     |       |
| Alleanza Popolare - UDEUR                    | Franco Corbucci ✔️ Sindaco  | 6.941                       | 68,64 | 120                                      | 1,25  | -     |       |
|                                              | Augusto Calzini             | 2.811                       | 27,80 | Forza Italia                             | 881   | 9,16  | 1     |
| Alleanza Nazionale                           | Augusto Calzini             | 2.811                       | 27,80 | 495                                      | 5,15  | 1     |       |
| Unione dei Democratici Cristiani e di Centro | Augusto Calzini             | 2.811                       | 27,80 | 486                                      | 5,06  | 1     |       |
| Con i Giovani per il Domani                  | Augusto Calzini             | 2.811                       | 27,80 | 355                                      | 3,69  | -     |       |
| Seggio al candidato sindaco                  | Seggio al candidato sindaco | Seggio al candidato sindaco | 27,80 | 1                                        |       |       |       |
|                                              | Laura Cipollini             | 360                         | 3,56  | Urbino Che Cambia - Sinistra Democratica | 297   | 3,09  | -     |
| Totale                                       | Totale                      | 10.112                      |       |                                          | 9.614 |       | 20    |

### Lazio

#### Viterbo
| Candidati                                    | Candidati                        | Voti                        | %     | Liste                     | Voti   | %     | Seggi |
| -------------------------------------------- | -------------------------------- | --------------------------- | ----- | ------------------------- | ------ | ----- | ----- |
|                                              | Giancarlo Gabbianelli ✔️ Sindaco | 23.429                      | 56,92 | Forza Italia              | 11.086 | 27,83 | 12    |
| Alleanza Nazionale                           | Giancarlo Gabbianelli ✔️ Sindaco | 23.429                      | 56,92 | 9.536                     | 23,94  | 10    |       |
| Unione dei Democratici Cristiani e di Centro | Giancarlo Gabbianelli ✔️ Sindaco | 23.429                      | 56,92 | 2.680                     | 6,73   | 3     |       |
| Nuovo PSI                                    | Giancarlo Gabbianelli ✔️ Sindaco | 23.429                      | 56,92 | 333                       | 0,84   | -     |       |
|                                              | Severo Bruno                     | 15.365                      | 37,33 | Democratici di Sinistra   | 4.868  | 12,22 | 5     |
| La Margherita                                | Severo Bruno                     | 15.365                      | 37,33 | 4.799                     | 12,05  | 5     |       |
| Bruno per Viterbo                            | Severo Bruno                     | 15.365                      | 37,33 | 2.122                     | 5,33   | 2     |       |
| Partito della Rifondazione Comunista         | Severo Bruno                     | 15.365                      | 37,33 | 1.796                     | 4,51   | 2     |       |
| Partito dei Comunisti Italiani               | Severo Bruno                     | 15.365                      | 37,33 | 235                       | 0,59   | -     |       |
| Federazione dei Verdi                        | Severo Bruno                     | 15.365                      | 37,33 | 224                       | 0,56   | -     |       |
| Italia dei Valori                            | Severo Bruno                     | 15.365                      | 37,33 | 133                       | 0,33   | -     |       |
| Seggio al candidato sindaco                  | Seggio al candidato sindaco      | Seggio al candidato sindaco | 37,33 | 1                         |        |       |       |
|                                              | Ferdinando Signorelli            | 1.070                       | 2,60  | Lista Signorelli          | 773    | 1,94  | -     |
|                                              | Regino Brachetti                 | 923                         | 2,24  | Alleanza Popolare - UDEUR | 914    | 2,29  | -     |
|                                              | Giuseppe Salomone                | 376                         | 0,91  | Fiamma Tricolore          | 336    | 0,84  | -     |
| Totale                                       | Totale                           | 41.163                      |       |                           | 39.835 |       | 40    |

### Abruzzo

#### Teramo
| Candidati                                    | Candidati                   | Voti                        | %     | Liste         | Voti   | %     | Seggi |
| -------------------------------------------- | --------------------------- | --------------------------- | ----- | ------------- | ------ | ----- | ----- |
|                                              | Giovanni Chiodi ✔️ Sindaco  | 19.813                      | 52,85 | Forza Italia  | 7.796  | 21,62 | 11    |
| Unione dei Democratici Cristiani e di Centro | Giovanni Chiodi ✔️ Sindaco  | 19.813                      | 52,85 | 4.547         | 12,61  | 6     |       |
| Al Centro per Chiodi                         | Giovanni Chiodi ✔️ Sindaco  | 19.813                      | 52,85 | 3.390         | 9,40   | 4     |       |
| Alleanza Nazionale                           | Giovanni Chiodi ✔️ Sindaco  | 19.813                      | 52,85 | 2.668         | 7,40   | 3     |       |
| Patto Segni-Scognamiglio                     | Giovanni Chiodi ✔️ Sindaco  | 19.813                      | 52,85 | 507           | 1,41   | -     |       |
|                                              | Lino Befacchia              | 17.676                      | 47,15 | La Margherita | 6.458  | 17,91 | 7     |
| Democratici di Sinistra                      | Lino Befacchia              | 17.676                      | 47,15 | 4.933         | 13,68  | 5     |       |
| Nuova Città                                  | Lino Befacchia              | 17.676                      | 47,15 | 1.490         | 4,13   | 1     |       |
| Alleanza Popolare - UDEUR                    | Lino Befacchia              | 17.676                      | 47,15 | 1.267         | 3,51   | 1     |       |
| Partito della Rifondazione Comunista         | Lino Befacchia              | 17.676                      | 47,15 | 936           | 2,60   | 1     |       |
| Socialisti Democratici Italiani              | Lino Befacchia              | 17.676                      | 47,15 | 857           | 2,38   | -     |       |
| Partito dei Comunisti Italiani               | Lino Befacchia              | 17.676                      | 47,15 | 606           | 1,68   | -     |       |
| Italia dei Valori - Verdi                    | Lino Befacchia              | 17.676                      | 47,15 | 605           | 1,68   | -     |       |
| Seggio al candidato sindaco                  | Seggio al candidato sindaco | Seggio al candidato sindaco | 47,15 | 1             |        |       |       |
| Totale                                       | Totale                      | 37.489                      | 100   |               | 36.060 | 100   | 40    |

### Molise

#### Campobasso
| Candidati                                    | Candidati                    | Voti                        | %     | Liste                         | Voti   | %     | Seggi |
| -------------------------------------------- | ---------------------------- | --------------------------- | ----- | ----------------------------- | ------ | ----- | ----- |
|                                              | Giuseppe Di Fabio ✔️ Sindaco | 21.366                      | 61,02 | La Margherita                 | 7.720  | 22,93 | 11    |
| Democratici di Sinistra                      | Giuseppe Di Fabio ✔️ Sindaco | 21.366                      | 61,02 | 6.439                         | 19,12  | 9     |       |
| Alleanza Popolare - UDEUR                    | Giuseppe Di Fabio ✔️ Sindaco | 21.366                      | 61,02 | 2.098                         | 6,23   | 2     |       |
| Socialisti Democratici Italiani              | Giuseppe Di Fabio ✔️ Sindaco | 21.366                      | 61,02 | 1.093                         | 3,25   | 1     |       |
| Lista civica                                 | Giuseppe Di Fabio ✔️ Sindaco | 21.366                      | 61,02 | 1.073                         | 3,19   | 1     |       |
| Federazione dei Verdi                        | Giuseppe Di Fabio ✔️ Sindaco | 21.366                      | 61,02 | 1.002                         | 2,98   | 1     |       |
| Partito della Rifondazione Comunista         | Giuseppe Di Fabio ✔️ Sindaco | 21.366                      | 61,02 | 824                           | 2,45   | 1     |       |
| Lista civica                                 | Giuseppe Di Fabio ✔️ Sindaco | 21.366                      | 61,02 | 736                           | 2,19   | 1     |       |
| Partito dei Comunisti Italiani               | Giuseppe Di Fabio ✔️ Sindaco | 21.366                      | 61,02 | 448                           | 1,33   | -     |       |
|                                              | Vincenzo Di Grezia           | 11.445                      | 32,69 | Forza Italia                  | 4.414  | 13,11 | 6     |
| Alleanza Nazionale                           | Vincenzo Di Grezia           | 11.445                      | 32,69 | 2.135                         | 6,34   | 2     |       |
| Unione dei Democratici Cristiani e di Centro | Vincenzo Di Grezia           | 11.445                      | 32,69 | 1.914                         | 5,68   | 2     |       |
| Campobasso Nuova                             | Vincenzo Di Grezia           | 11.445                      | 32,69 | 1.013                         | 3,01   | 1     |       |
| Orizzonte Europeo                            | Vincenzo Di Grezia           | 11.445                      | 32,69 | 830                           | 2,47   | 1     |       |
| Seggio al candidato sindaco                  | Seggio al candidato sindaco  | Seggio al candidato sindaco | 32,69 | 1                             |        |       |       |
|                                              | Carlo Landolfi               | 861                         | 2,46  | Partito Democratico Cristiano | 665    | 1,97  | -     |
|                                              | Carlo Scasserra              | 659                         | 1,88  | Socialisti Uniti              | 560    | 1,66  | -     |
|                                              | Claudio Piacci               | 488                         | 1,39  | Iniziativa Democratica        | 569    | 1,69  | -     |
|                                              | Antonio Piciocco             | 194                         | 0,55  | Alternativa Sociale           | 138    | 0,41  | -     |
| Totale                                       | Totale                       | 35.013                      |       |                               | 33.671 |       | 40    |

### Campania

#### Avellino
| Candidati                                                                       | Candidati                   | Voti                        | %     | Liste                                | Voti   | %     | Seggi |
| ------------------------------------------------------------------------------- | --------------------------- | --------------------------- | ----- | ------------------------------------ | ------ | ----- | ----- |
|                                                                                 | Giuseppe Galasso ✔️ Sindaco | 20.558                      | 54,79 | La Margherita                        | 9.679  | 26,84 | 14    |
| Democratici di Sinistra                                                         | Giuseppe Galasso ✔️ Sindaco | 20.558                      | 54,79 | 4.800                                | 13,31  | 6     |       |
| Alleanza Popolare - UDEUR                                                       | Giuseppe Galasso ✔️ Sindaco | 20.558                      | 54,79 | 2.342                                | 6,49   | 3     |       |
| Socialisti Democratici Italiani                                                 | Giuseppe Galasso ✔️ Sindaco | 20.558                      | 54,79 | 1.343                                | 3,72   | 1     |       |
| Federalisti Cattolici Democratici                                               | Giuseppe Galasso ✔️ Sindaco | 20.558                      | 54,79 | 1.306                                | 3,62   | 1     |       |
| Federazione dei Verdi-Lista civica                                              | Giuseppe Galasso ✔️ Sindaco | 20.558                      | 54,79 | 564                                  | 1,56   | -     |       |
| Partito dei Comunisti Italiani                                                  | Giuseppe Galasso ✔️ Sindaco | 20.558                      | 54,79 | 407                                  | 1,13   | -     |       |
|                                                                                 | Amato Barile                | 13.491                      | 35,95 | Libera Città                         | 4.220  | 11,70 | 5     |
| Alleanza per Avellino                                                           | Amato Barile                | 13.491                      | 35,95 | 2.913                                | 8,08   | 4     |       |
| Azzurri                                                                         | Amato Barile                | 13.491                      | 35,95 | 2.848                                | 7,90   | 3     |       |
| Unione dei Democratici Cristiani e di Centro-Cristiano Democratici per Avellino | Amato Barile                | 13.491                      | 35,95 | 1.532                                | 4,25   | 2     |       |
| Sud                                                                             | Amato Barile                | 13.491                      | 35,95 | 508                                  | 1,41   | -     |       |
| Patto Cattolico Democratico                                                     | Amato Barile                | 13.491                      | 35,95 | 357                                  | 0,99   | -     |       |
| Seggio al candidato sindaco                                                     | Seggio al candidato sindaco | Seggio al candidato sindaco | 35,95 | 1                                    |        |       |       |
|                                                                                 | Giuseppe Quaresima          | 991                         | 2,64  | Partito della Rifondazione Comunista | 743    | 2,06  | -     |
|                                                                                 | Luigi Cucciniello           | 914                         | 2,44  | Città Mia                            | 1.022  | 2,83  | -     |
|                                                                                 | Chiara Maffei               | 614                         | 1,64  | Chiaramente                          | 587    | 1,63  | -     |
|                                                                                 | Luigi Urciolli              | 485                         | 1,29  | Il Paese                             | 473    | 1,31  | -     |
|                                                                                 | Giovanni Candela            | 240                         | 0,64  | Alternativa Sociale                  | 220    | 0,61  | -     |
|                                                                                 | Sergio Galluccio            | 231                         | 0,62  | Forza Avellino                       | 201    | 0,56  | -     |
| Totale                                                                          | Totale                      | 37.524                      |       | 100                                  | 36.065 | 100   | 40    |

### Puglia

#### Bari
| Candidati                                                   | Candidati                   | Voti                        | %     | Liste               | Voti    | %     | Seggi |
| ----------------------------------------------------------- | --------------------------- | --------------------------- | ----- | ------------------- | ------- | ----- | ----- |
|                                                             | Michele Emiliano ✔️ Sindaco | 107.801                     | 53,80 | Emiliano per Bari   | 33.682  | 18,11 | 11    |
| Democratici di Sinistra                                     | Michele Emiliano ✔️ Sindaco | 107.801                     | 53,80 | 19.852              | 10,67   | 7     |       |
| La Margherita                                               | Michele Emiliano ✔️ Sindaco | 107.801                     | 53,80 | 13.654              | 7,34    | 4     |       |
| Alleanza Popolare - UDEUR                                   | Michele Emiliano ✔️ Sindaco | 107.801                     | 53,80 | 6.794               | 3,65    | 2     |       |
| Partito della Rifondazione Comunista                        | Michele Emiliano ✔️ Sindaco | 107.801                     | 53,80 | 6.689               | 3,60    | 2     |       |
| Socialisti Autonomisti                                      | Michele Emiliano ✔️ Sindaco | 107.801                     | 53,80 | 4.788               | 2,57    | 1     |       |
| Socialisti Democratici Italiani                             | Michele Emiliano ✔️ Sindaco | 107.801                     | 53,80 | 4.085               | 2,20    | 1     |       |
| Federazione dei Verdi                                       | Michele Emiliano ✔️ Sindaco | 107.801                     | 53,80 | 2.727               | 1,47    | -     |       |
| Italia dei Valori                                           | Michele Emiliano ✔️ Sindaco | 107.801                     | 53,80 | 2.457               | 1,32    | -     |       |
| Partito dei Comunisti Italiani                              | Michele Emiliano ✔️ Sindaco | 107.801                     | 53,80 | 1.508               | 0,81    | -     |       |
|                                                             | Luigi Lobuono               | 82.254                      | 41,05 | Forza Italia        | 30.915  | 16,62 | 7     |
| Alleanza Nazionale                                          | Luigi Lobuono               | 82.254                      | 41,05 | 19.894              | 10,70   | 5     |       |
| Unione dei Democratici Cristiani e di Centro                | Luigi Lobuono               | 82.254                      | 41,05 | 14.666              | 7,89    | 3     |       |
| Partito Repubblicano Italiano - Gruppo Indipendente Libertà | Luigi Lobuono               | 82.254                      | 41,05 | 4.687               | 2,52    | 1     |       |
| I Liberal Sgarbi - Liberali per la Puglia                   | Luigi Lobuono               | 82.254                      | 41,05 | 3.119               | 1,68    | -     |       |
| Popolari per la Puglia                                      | Luigi Lobuono               | 82.254                      | 41,05 | 2.918               | 1,57    | -     |       |
| Azzurro Popolare                                            | Luigi Lobuono               | 82.254                      | 41,05 | 2.300               | 1,24    | -     |       |
| Nuovo PSI - Città Nostra                                    | Luigi Lobuono               | 82.254                      | 41,05 | 2.065               | 1,11    | -     |       |
| Movimento Idea Sociale                                      | Luigi Lobuono               | 82.254                      | 41,05 | 403                 | 0,22    | -     |       |
| Seggio al candidato sindaco                                 | Seggio al candidato sindaco | Seggio al candidato sindaco | 41,05 | 1                   |         |       |       |
|                                                             | Pino Pisicchio              | 6.625                       | 3,31  | Rinnovamento Puglia | 5.121   | 2,75  | -     |
| Democratici Cristiani                                       | Pino Pisicchio              | 6.625                       | 3,31  | 584                 | 0,31    | -     |       |
| Seggio al candidato sindaco                                 | Seggio al candidato sindaco | Seggio al candidato sindaco | 3,31  | 1                   |         |       |       |
|                                                             | Lucio Marengo               | 1.859                       | 0,93  | Insieme per Bari    | 1.582   | 0,85  | -     |
|                                                             | Alessandra Mussolini        | 1.647                       | 0,82  | Alternativa Sociale | 1.348   | 0,72  | -     |
|                                                             | Lucia Oliva                 | 178                         | 0,09  | Viva il Sud Italia  | 143     | 0,08  | -     |
| Totale                                                      | Totale                      | 200.364                     |       |                     | 185.981 |       | 46    |

#### Brindisi
| Candidati                                    | Candidati                    | Voti                        | %     | Liste                                | Voti   | %     | Seggi |
| -------------------------------------------- | ---------------------------- | --------------------------- | ----- | ------------------------------------ | ------ | ----- | ----- |
|                                              | Domenico Mennitti ✔️ Sindaco | 28.976                      | 53,83 | Forza Italia                         | 11.821 | 23,24 | 11    |
| Alleanza Nazionale                           | Domenico Mennitti ✔️ Sindaco | 28.976                      | 53,83 | 6.882                                | 13,53  | 6     |       |
| Unione dei Democratici Cristiani e di Centro | Domenico Mennitti ✔️ Sindaco | 28.976                      | 53,83 | 4.161                                | 8,18   | 3     |       |
| Insieme per la Città                         | Domenico Mennitti ✔️ Sindaco | 28.976                      | 53,83 | 2.639                                | 5,19   | 2     |       |
| Partito Repubblicano Italiano                | Domenico Mennitti ✔️ Sindaco | 28.976                      | 53,83 | 1.690                                | 3,32   | 1     |       |
| Nuovo PSI                                    | Domenico Mennitti ✔️ Sindaco | 28.976                      | 53,83 | 1.247                                | 2,45   | 1     |       |
| Partito Liberale                             | Domenico Mennitti ✔️ Sindaco | 28.976                      | 53,83 | 331                                  | 0,65   | -     |       |
|                                              | Vincenzo Guadalupi           | 20.731                      | 38,51 | Democratici di Sinistra              | 5.723  | 11,25 | 4     |
| La Margherita                                | Vincenzo Guadalupi           | 20.731                      | 38,51 | 4.594                                | 9,03   | 4     |       |
| Guadalupi Brindisi                           | Vincenzo Guadalupi           | 20.731                      | 38,51 | 4.041                                | 7,95   | 3     |       |
| Impegno Sociale                              | Vincenzo Guadalupi           | 20.731                      | 38,51 | 2.143                                | 4,21   | 1     |       |
| Alleanza Popolare - UDEUR                    | Vincenzo Guadalupi           | 20.731                      | 38,51 | 2.011                                | 3,95   | 1     |       |
| Partito dei Comunisti Italiani               | Vincenzo Guadalupi           | 20.731                      | 38,51 | 249                                  | 0,49   | -     |       |
| Seggio al candidato sindaco                  | Seggio al candidato sindaco  | Seggio al candidato sindaco | 38,51 | 1                                    |        |       |       |
|                                              | Nicola Cesaria               | 3.048                       | 5,66  | Partito della Rifondazione Comunista | 1.921  | 3,78  | 1     |
| Socialisti Democratici Italiani              | Nicola Cesaria               | 3.048                       | 5,66  | 494                                  | 0,97   | -     |       |
| Federazione dei Verdi                        | Nicola Cesaria               | 3.048                       | 5,66  | 186                                  | 0,37   | -     |       |
| Seggio al candidato sindaco                  | Seggio al candidato sindaco  | Seggio al candidato sindaco | 5,66  | 1                                    |        |       |       |
|                                              | Gian Paolo Zeni              | 1.078                       | 2,00  | Lista civica                         | 729    | 1,43  | -     |
| Totale                                       | Totale                       | 53.833                      |       |                                      | 50.862 |       | 40    |

#### Foggia
| Candidati                                    | Candidati                               | Voti                        | %     | Liste                        | Voti   | %     | Seggi |
| -------------------------------------------- | --------------------------------------- | --------------------------- | ----- | ---------------------------- | ------ | ----- | ----- |
|                                              | Orazio Ciliberti Accede al ballottaggio | 39.371                      | 41,19 | La Margherita                | 12.031 | 13,35 | 8     |
| Democratici di Sinistra                      | Orazio Ciliberti Accede al ballottaggio | 39.371                      | 41,19 | 10.218                       | 11,34  | 7     |       |
| Socialisti Democratici Italiani              | Orazio Ciliberti Accede al ballottaggio | 39.371                      | 41,19 | 8.027                        | 8,91   | 5     |       |
| Nuovo PSI                                    | Orazio Ciliberti Accede al ballottaggio | 39.371                      | 41,19 | 1.949                        | 2,16   | 1     |       |
| Repubblicani Europei                         | Orazio Ciliberti Accede al ballottaggio | 39.371                      | 41,19 | 1.871                        | 2,08   | 1     |       |
| Italia dei Valori                            | Orazio Ciliberti Accede al ballottaggio | 39.371                      | 41,19 | 1.443                        | 1,60   | -     |       |
| Federazione dei Verdi                        | Orazio Ciliberti Accede al ballottaggio | 39.371                      | 41,19 | 640                          | 0,71   | -     |       |
| Federalisti Democratici Europei              | Orazio Ciliberti Accede al ballottaggio | 39.371                      | 41,19 | 354                          | 0,39   | -     |       |
| Partito Socialista Democratico Italiano      | Orazio Ciliberti Accede al ballottaggio | 39.371                      | 41,19 | 293                          | 0,33   | -     |       |
|                                              | Costanzo Natale Accede al ballottaggio  | 32.300                      | 33,79 | Forza Italia                 | 14.039 | 15,58 | 5     |
| Alleanza Nazionale                           | Costanzo Natale Accede al ballottaggio  | 32.300                      | 33,79 | 12.452                       | 13,82  | 4     |       |
| Unione dei Democratici Cristiani e di Centro | Costanzo Natale Accede al ballottaggio  | 32.300                      | 33,79 | 5.134                        | 5,70   | 1     |       |
| Liberi Socialisti Uniti                      | Costanzo Natale Accede al ballottaggio  | 32.300                      | 33,79 | 785                          | 0,87   | -     |       |
| Partito Liberale                             | Costanzo Natale Accede al ballottaggio  | 32.300                      | 33,79 | 364                          | 0,40   | -     |       |
| Movimento Idea Sociale                       | Costanzo Natale Accede al ballottaggio  | 32.300                      | 33,79 | 113                          | 0,13   | -     |       |
| Seggio al candidato sindaco                  | Seggio al candidato sindaco             | Seggio al candidato sindaco | 33,79 | 1                            |        |       |       |
|                                              | Antonio Pellegrino                      | 18.495                      | 19,35 | Lista Pellegrino             | 6.171  | 6,85  | 2     |
| Alleanza Popolare - UDEUR                    | Antonio Pellegrino                      | 18.495                      | 19,35 | 5.538                        | 6,15   | 2     |       |
| Città in Movimento                           | Antonio Pellegrino                      | 18.495                      | 19,35 | 2.534                        | 2,81   | -     |       |
| Partito della Rifondazione Comunista         | Antonio Pellegrino                      | 18.495                      | 19,35 | 1.054                        | 1,17   | -     |       |
| Partito dei Comunisti Italiani               | Antonio Pellegrino                      | 18.495                      | 19,35 | 825                          | 0,92   | -     |       |
| Seggio al candidato sindaco                  | Seggio al candidato sindaco             | Seggio al candidato sindaco | 19,35 | 1                            |        |       |       |
|                                              | Alfredo Antonio Grassi                  | 3.799                       | 3,97  | Patto Segni-Scognamiglio (A) | 2.931  | 3,25  | 2     |
|                                              | Aldo Corrado Teta                       | 955                         | 1,00  | Libera Idea                  | 847    | 0,94  | -     |
|                                              | Antonio Donato Gervasio                 | 394                         | 0,41  | Fiamma Tricolore             | 318    | 0,35  | -     |
|                                              | Maria Luana Tonti                       | 272                         | 0,28  | Movimento Donna              | 165    | 0,18  | -     |
| Totale                                       | Totale                                  | 95.586                      |       |                              | 90.096 |       | 40    |

- La lista contrassegnata con la lettera A è apparentata al secondo turno con il candidato sindaco Orazio Ciliberti.

Ballottaggio
| Candidati | Candidati                   | Voti   | %      |
| --------- | --------------------------- | ------ | ------ |
|           | Orazio Ciliberti ✔️ Sindaco | 44.257 | 59,27  |
|           | Costanzo Natale             | 30.418 | 40,73  |
| Totale    | Totale                      | 74.675 | 100,00 |

### Basilicata

#### Potenza
| Candidati                            | Candidati                   | Voti                        | %     | Liste                                         | Voti   | %     | Seggi |
| ------------------------------------ | --------------------------- | --------------------------- | ----- | --------------------------------------------- | ------ | ----- | ----- |
|                                      | Vito Santarsiero ✔️ Sindaco | 34.239                      | 74,12 | La Margherita                                 | 11.386 | 25,59 | 11    |
| Alleanza Popolare - UDEUR            | Vito Santarsiero ✔️ Sindaco | 34.239                      | 74,12 | 6.680                                         | 15,01  | 7     |       |
| Democratici di Sinistra              | Vito Santarsiero ✔️ Sindaco | 34.239                      | 74,12 | 6.622                                         | 14,88  | 7     |       |
| Patto Segni-Scognamiglio             | Vito Santarsiero ✔️ Sindaco | 34.239                      | 74,12 | 2.897                                         | 6,51   | 3     |       |
| Socialisti Democratici Italiani      | Vito Santarsiero ✔️ Sindaco | 34.239                      | 74,12 | 2.408                                         | 5,41   | 2     |       |
| Federazione dei Verdi                | Vito Santarsiero ✔️ Sindaco | 34.239                      | 74,12 | 2.100                                         | 4,72   | 2     |       |
| Partito della Rifondazione Comunista | Vito Santarsiero ✔️ Sindaco | 34.239                      | 74,12 | 1.042                                         | 2,34   | 1     |       |
| Italia dei Valori                    | Vito Santarsiero ✔️ Sindaco | 34.239                      | 74,12 | 727                                           | 1,63   | -     |       |
| Partito dei Comunisti Italiani       | Vito Santarsiero ✔️ Sindaco | 34.239                      | 74,12 | 360                                           | 0,81   | -     |       |
|                                      | Luciano Petrullo            | 8.415                       | 18,22 | Forza Italia                                  | 4.537  | 10,20 | 4     |
| Alleanza Nazionale                   | Luciano Petrullo            | 8.415                       | 18,22 | 3.081                                         | 6,92   | 2     |       |
| Nuovo PSI                            | Luciano Petrullo            | 8.415                       | 18,22 | 348                                           | 0,78   | -     |       |
| Seggio al candidato sindaco          | Seggio al candidato sindaco | Seggio al candidato sindaco | 18,22 | 1                                             |        |       |       |
|                                      | Vincenzo Lofrano            | 2.129                       | 4,61  | Unione dei Democratici Cristiani e di Centro  | 1.262  | 2,84  | -     |
|                                      | Nicola Savino               | 840                         | 1,82  | L'Altra Lucania                               | 642    | 1,55  | -     |
|                                      | Vincenza Spano              | 369                         | 0,80  | Movimento Culturale Cristiano Riconciliazione | 280    | 0,63  | -     |
|                                      | Gianfranco Nardella         | 202                         | 0,44  | Centro Democratico Cattolico                  | 127    | 0,29  | -     |
| Totale                               | Totale                      | 46.194                      |       |                                               | 44.499 |       | 40    |

### Sicilia

#### Caltanissetta
| Candidati                                    | Candidati                    | Voti   | %     | Liste                                      | Voti   | %     | Seggi |
| -------------------------------------------- | ---------------------------- | ------ | ----- | ------------------------------------------ | ------ | ----- | ----- |
|                                              | Salvatore Messana ✔️ Sindaco | 21.677 | 55,11 | La Margherita                              | 7.188  | 19,32 | 7     |
| Democratici di Sinistra                      | Salvatore Messana ✔️ Sindaco | 21.677 | 55,11 | 4.273                                      | 11,48  | 4     |       |
| Alleanza Popolare - UDEUR                    | Salvatore Messana ✔️ Sindaco | 21.677 | 55,11 | 2.831                                      | 7,61   | 3     |       |
| Socialisti Democratici Italiani              | Salvatore Messana ✔️ Sindaco | 21.677 | 55,11 | 1.528                                      | 4,11   | 1     |       |
| Socialisti e Laici Uniti per Caltanissetta   | Salvatore Messana ✔️ Sindaco | 21.677 | 55,11 | 1.060                                      | 2,85   | 1     |       |
| Democrazia per Caltanissetta                 | Salvatore Messana ✔️ Sindaco | 21.677 | 55,11 | 1.007                                      | 2,71   | 1     |       |
| Liberalsocialisti                            | Salvatore Messana ✔️ Sindaco | 21.677 | 55,11 | 933                                        | 2,51   | 1     |       |
| Partito dei Comunisti Italiani               | Salvatore Messana ✔️ Sindaco | 21.677 | 55,11 | 717                                        | 1,93   | -     |       |
| Partito della Rifondazione Comunista         | Salvatore Messana ✔️ Sindaco | 21.677 | 55,11 | 606                                        | 1,63   | -     |       |
| Italia dei Valori                            | Salvatore Messana ✔️ Sindaco | 21.677 | 55,11 | 527                                        | 1,42   | -     |       |
|                                              | Giuseppe Mancuso             | 13.087 | 33,27 | Forza Italia                               | 4.755  | 12,78 | 5     |
| Alleanza Nazionale                           | Giuseppe Mancuso             | 13.087 | 33,27 | 2.840                                      | 7,63   | 2     |       |
| Unione dei Democratici Cristiani e di Centro | Giuseppe Mancuso             | 13.087 | 33,27 | 2.239                                      | 6,02   | 2     |       |
| Nuova Sicilia                                | Giuseppe Mancuso             | 13.087 | 33,27 | 1.766                                      | 4,75   | 1     |       |
| Diversi Insieme - Nuovo PSI                  | Giuseppe Mancuso             | 13.087 | 33,27 | 1.422                                      | 3,82   | 1     |       |
|                                              | Nino Italico Amico           | 2.112  | 5,37  | Liberi di Sicilia - Caltanissetta In Forma | 1.885  | 5,07  | 1     |
| Partito del Popolo Siciliano                 | Nino Italico Amico           | 2.112  | 5,37  | 169                                        | 0,45   | -     |       |
|                                              | Giuseppa Mosca               | 1.550  | 3,94  | Uniti per la Città                         | 1.101  | 2,96  | -     |
|                                              | Giuseppe Aiello              | 674    | 1,71  | Peppe Aiello Sindaco                       | 285    | 0,77  | -     |
|                                              | Vincenzo Ferrigno            | 235    | 0,60  | Federalisti Siciliani                      | 75     | 0,20  | -     |
| Totale                                       | Totale                       | 39.335 |       |                                            | 37.207 |       | 30    |

#### Siracusa
| Candidati                                    | Candidati                         | Voti   | %     | Liste                                 | Voti   | %     | Seggi |
| -------------------------------------------- | --------------------------------- | ------ | ----- | ------------------------------------- | ------ | ----- | ----- |
|                                              | Giambattista Bufardeci ✔️ Sindaco | 39.086 | 52,36 | Forza Italia                          | 8.974  | 12,79 | 7     |
| Unione dei Democratici Cristiani e di Centro | Giambattista Bufardeci ✔️ Sindaco | 39.086 | 52,36 | 8.276                                 | 11,79  | 6     |       |
| Alleanza Nazionale                           | Giambattista Bufardeci ✔️ Sindaco | 39.086 | 52,36 | 6.174                                 | 8,80   | 5     |       |
| Lista del Sindaco                            | Giambattista Bufardeci ✔️ Sindaco | 39.086 | 52,36 | 5.585                                 | 7,96   | 4     |       |
| Noi Siracusani                               | Giambattista Bufardeci ✔️ Sindaco | 39.086 | 52,36 | 2.188                                 | 3,12   | 1     |       |
| Nuova Sicilia                                | Giambattista Bufardeci ✔️ Sindaco | 39.086 | 52,36 | 1.550                                 | 2,21   | 1     |       |
| Nuovo PSI - PSDI - Nuovo PLI                 | Giambattista Bufardeci ✔️ Sindaco | 39.086 | 52,36 | 1.056                                 | 1,50   | -     |       |
| Patto per la Sicilia                         | Giambattista Bufardeci ✔️ Sindaco | 39.086 | 52,36 | 995                                   | 1,42   | -     |       |
| Partito Repubblicano Italiano                | Giambattista Bufardeci ✔️ Sindaco | 39.086 | 52,36 | 623                                   | 0,89   | -     |       |
|                                              | Roberto De Benedictis             | 23.238 | 31,13 | Democratici di Sinistra               | 6.252  | 8,91  | 4     |
| Popolari                                     | Roberto De Benedictis             | 23.238 | 31,13 | 4.015                                 | 5,72   | 2     |       |
| Alleanza Popolare - UDEUR                    | Roberto De Benedictis             | 23.238 | 31,13 | 3.908                                 | 5,57   | 2     |       |
| Federazione dei Verdi - Lista civica         | Roberto De Benedictis             | 23.238 | 31,13 | 2.184                                 | 3,11   | 1     |       |
| Socialisti Democratici Italiani              | Roberto De Benedictis             | 23.238 | 31,13 | 1.919                                 | 2,73   | 1     |       |
| Partito della Rifondazione Comunista         | Roberto De Benedictis             | 23.238 | 31,13 | 1.172                                 | 1,67   | -     |       |
| Italia dei Valori                            | Roberto De Benedictis             | 23.238 | 31,13 | 1.039                                 | 1,48   | -     |       |
| Partito dei Comunisti Italiani               | Roberto De Benedictis             | 23.238 | 31,13 | 920                                   | 1,31   | -     |       |
|                                              | Sebastiano Lentini                | 11.093 | 14,86 | I Democratici Cristiani               | 4.760  | 6,78  | 3     |
| I Movimenti Democratici per Lentini Sindaco  | Sebastiano Lentini                | 11.093 | 14,86 | 3.115                                 | 4,44   | 2     |       |
| La Margherita                                | Sebastiano Lentini                | 11.093 | 14,86 | 2.670                                 | 3,80   | 1     |       |
| Lista Franco Greco                           | Sebastiano Lentini                | 11.093 | 14,86 | 1.555                                 | 2,22   | -     |       |
|                                              | Sebastiano Saccuzzo               | 773    | 1,04  | Libertà e Democrazia - Gruppo Getulio | 866    | 1,23  | -     |
|                                              | Andrea Acquaviva                  | 249    | 0,33  | Alternativa Sociale                   | 206    | 0,29  | -     |
|                                              | Sebastiano Roccaro                | 205    | 0,27  | Lista del Popolo                      | 179    | 0,26  | -     |
| Totale                                       | Totale                            | 74.644 |       |                                       | 70.181 |       | 40    |